# 韋斯尼揚卡 (基韋爾齊區)
50°49′15″N 25°30′31″E / 50.82083°N 25.50861°E
韋斯尼揚卡（烏克蘭語：Веснянка），是烏克蘭的村落，位於該國西部沃倫州，由盧茨克區負責管轄，始建於1898年，面積1.15平方公里，海拔高度201米，2001年人口327，人口密度每平方公里283.36人。